# Морское сражение в Итее
Морское сражение в Итее (греч. Ναυμαχία της Ιτέας) или Сражение в Агали (Ναυμαχία της Αγκάλης) — рейд кораблей маленькой эскадры греческого повстанческого флота состоявшийся 30 сентября (18 сентября) 1827 год в период Освободительной войны Греции 1821—1829 годов против турецких кораблей и транспортов стоявших в бухте Итея залива Итея (Крисеос) у городка Итея, в результате которого все стоявшие там турецкие корабли были уничтожены или захвачены. 

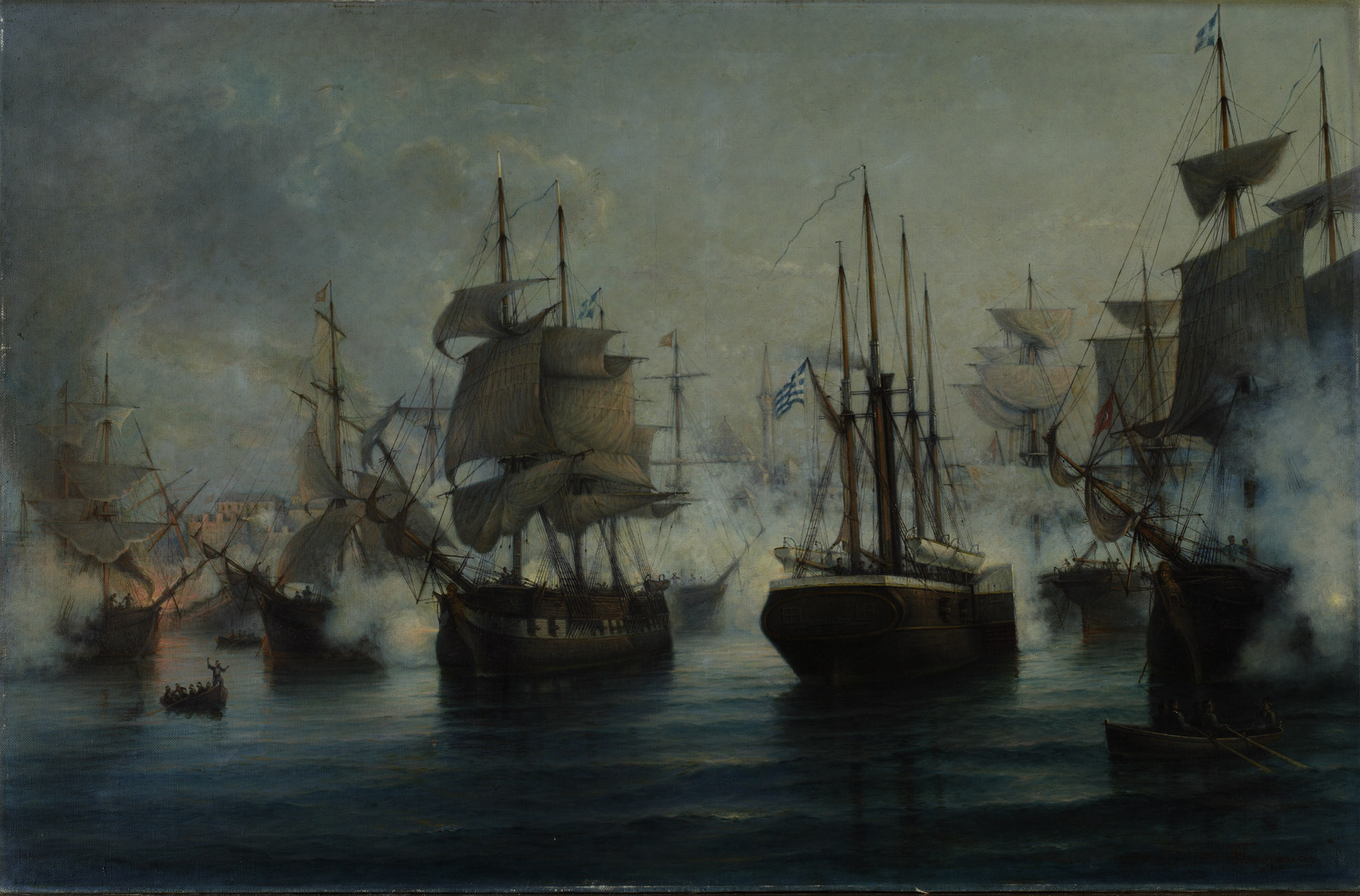
Художник Пулакас, Иоаннис. Морское сражение в Итее в 1827 году. В центре парусно-паровой Картериа

Сражение отмечено участием в нём первого греческого парусно-парового корабля «Картериа» и использование им калёных ядер. 
Несмотря на то что сражение не принадлежит к числу больших морских сражений Освободительной войны, оно стало важным звеном в цепочке событий приведших к несанкционированному соответствующими правительствами Наваринскому сражению, в котором анло-франко-русские эскадры потопили более 60 турецко-египетских кораблей.

## Военно-политическая обстановка перед сражением
Освободительная война греков начавшаяся в 1821 году была встречена европейскими монархиями враждебно, в лучшем случае настороженно. 
Предположения о том что османам удастся подавить восстание в короткий срок не оправдались. 
Более того, греческие победы на суше и, в особенности на море, вынудили турецкого султана в 1824 году обратиться за помощью к правителю номинально вассального Египта Мухаммеда Али, который располагал армией и флотом организованными европейцами.
Султан обещал Мухаммеду Крит, Морею и пост командующего султанской армией. Мухаммед принял предложение, поскольку это соответствовало его далеко идущим планам. Он задействовал с началом экспедиции 20 тысяч своих солдат и весь свой флот:В-338.
Но и по прошествии ещё трёх лет, в ходе которых египтяне следовали тактике выжженной земли, быстрого завершения войны не ожидалось.
Война не только нарушала гео-политический порядок установленный ещё Священным союзом, но и что было особенно важно в особенности для Франции, продолжающаяся война на юге Балканского полуострова и Архипелаге, а также действия греческих повстанцев от Бейрута до Александрии создали серьёзные проблемы торговле и мореплаванию. 
К тому же война способствовала пиратству, в котором, как пишет П. Паспалиарис, «по слухам, в той или иной мере была замешана четверть голодающего греческого населения» .
Не сумев предотвратить Греческую революцию, Великие державы стали ориентироваться на создание маленького автономного греческого государства, подобного Дунайским княжествам. 
При этом границы этого государства не должны были выходить за пределы Пелопоннеса. Особенно усердной в этом вопросе была Британская империя. 
В июне 1827 года дипломатия Британии, Франции и России пришла к консенсусу в этом вопросе. 
Согласно Лондонской конвенции от 24 июня 1827 года в регион были направлены эскадры трёх стран, но вовсе не для поддержки греческих повстанцев, а для принуждения к миру воюющих сторон. 
В действительности эскадры Британии и Франции все эти годы постоянно находились в Восточном Средиземноморье (при этом французские корабли раннее были отмечены в содействии османскому флоту), и лишь русской эскадре предстояло совершить переход с Балтики. 
Согласно современному британскому историку Д. Дакину, адмиралы союзных эскадр получили письменную инструкцию, что “Державы” ставили своей целью достижение перемирия, их флоты не будут принимать участия в военных действиях, и только по необходимости будут блокировать доставку османами военного снабжения из Египта, стараясь при этом избегать столкновений. Как заявлял британский премьер-министр Дж. Кэннинг, согласованной союзниками политикой было «мирное вмешательство, усиленное мирной демонстрацией силы»:93.

## Встреча двух адмиралов с Ибрагимом
Поскольку повстанцы на тот момент были обороняющейся стороной, адмиралы начали свои демарши с командующего экспедиционной египетской армией и флотом Ибрагима-паши.
К тому же временное греческое правительство ещё 5 августа приняло условия лондонской конференции:Γ-396, которые были отвергнуты турецкой стороной:Γ-398 
22 сентября командующий французской эскадры контр-адмирал А. де Риньи встретился с Ибрагимом на побережье Наварина. 
Д. Фотиадис пишет, что де Риньи питал дружеские чувства к египтянам не только в силу государственных интересов Франции в Египте и дружеских отношений двух стран, но также в силу большого числа французов служивших в египетской армии и флоте и собственной дружбы со многими египетскими видными лицами:Γ-405. 
Прощаясь с Ибрагимом де Риньи дружески заявил Ибрагиму, что если тот выполнит условия перемирия, он может быть спасёт Османскую империю. Адмирал подчеркнул Ибрагиму «Вы спасёте также своего старого отца и свои наследственные права» и « богатый Египет стоит намного больше, нежели опустошённая Морея». 
Ибрагим отозвал эскадру капудан паши Тахира вызывающе вышедшей перед этим в направлении острова Идра:Γ-405.
24 сентября британский и французский флагманы вошли в Наваринскую бухту, демонстративно приветствуя турецкие флаги на крепостях. 
Британский вице-адмирал Э. Кодрингтон (назначенный командующим союзного флота) и А. де Риньи (российская эскадра ещё не подошла) встретились с Ибрагимом и официально довели до его сведения условия перемирия, которое предусматривало прекращение военных действий, а также запрещало выход флота Ибрагима в море. 
Ибрагим, «положа руку на сердце» ответил, что он «соблюдёт условия, если и греки прекратят любые военные действия».

## Сражение в бухте Итеи
Между тем, за неделю до встречи адмиралов с Ибрагимом, к северу от Наварина произошли морские бои о которых Ибрагим узнал с опозданием. 
В начале сентября англичанин Томас Кокрейн, который был назначен командующим греческого флота одновременно с получением Грецией британского займа, безуспешно пытался взять с моря Месолонгион. 
10 сентября Кокрейн с эскадрой ушёл, оставив при входе в Коринфский залив парусно-паровой «Картериа» под командованием британского филэллина Фрэнка Гастингса, бриг «Сотирас» (Спаситель), 2 голета и две канонерки. 
Получив информацию что в бухте городка Итея скопились несколько турецких кораблей и транспортов, повстанцы решили совершить рейд и войти в Коринфский залив, для чего было необходимо пройти под перекрестным огнём турецкой артиллерии крепостей Рио и Антирио. 
Однако «Картериа» осталась при входе в залив, по причине проблем с котлами:Γ-388.
Рейд 11 сентября возглавил капитан «Спасителя» англичанин Джордж Томас. 
Флотилия прошла между крепостями и была обстреляна турецкими батареями, но без серьёзных повреждений. 
В бухте Итеи были обнаружены 1 турецкий бриг, 3 голета, 1 канонерка, а также 3 вооружённых торговых брига. 
Dudley перечисляет 3 брига, 3 шхуны, 3 транспорта, 1 канонерку, отмечая также что турецкие корабли поддерживались также огнём береговых батарей.
Бой продолжился 5 часов, но был завершён без победителей, по причине начавшегося шторма. Греческая флотилия встала в Лутраки. 
Гастингс с «Картериа» также сумел пройти между крепостями, но поскольку проблема с котлами не была разрешена, корабль шёл под парусом и также подошёл к Лутраки. 
18 сентября, за 6 дней до встречи адмиралов с Ибрагимом, греческая флотилия совершила повторный рейд в Итею. 
Турецкие корабли стояли в бухте расположившись полумесяцем. 
«Картериа» начала обстрел калёными ядрами. 
Третье калёное ядро попало в пороховой погреб одного из турецких кораблей, который взлетел на воздух. Обуянные паникой турки бросили свои корабли и стали выбираться на берег. 
Воспользовавшись этим, греческие моряки взобрались на турецкие корабли и сожгли их. 
В «Истории Греческой нации» эта греческая победа описывается несколько иначе - были потоплены 9 из 11 принявших участие в этом бою турецких кораблей.
С другой стороны Д. Дакин пишет что флотилии повстанцев удалось захватить два корабля и сжечь оставшиеся 4 корабля. 
В бухте были обнаружены также 3 австрийских торговых судов, чей груз Гастингс счёл военной контрабандой и арестовал и суда и их груз. 
Флотилия вышла из Коринфского залива в начале ноября, буксируя за собой 3 арестованных австрийских судов. На рейде города Патры Гастингс чуть было не арестовал другое австрийское судно с военной контрабандой. Вмешался консул Австрии, который потребовал также освободить и 3 буксируемых австрийских судов. Гастингс отверг притязания консула, и был готов арестовать и четвёртое австрийское судно, которое ушло под прикрытие турецкой крепости Патр. Невзирая на огонь с крепости, «Картериа» подошла к австрийскому судну и потопила его орудийным огнём:Γ-389.

## Последствия
Хотя сражение в Итее состоялось за неделю до встречи Ибрагима с адмиралами, узнав о результатах этого сражения Ибрагим решил получить реванш и потопить «Картериа».  
Ибрагим счёл сражение в Итее нарушением условий перемирия и заявил что более не связан своим обещанием. 
Он направил эскадру патрон-бея Мустафы (6 фрегатов, 9 корветов, 19 бригов и 4 австрийских транспорта с войсками) в Коринфский залив чтобы “наказать Гастингса”:Γ-406.
Адмирал Кодрингтон находившийся на “британском” Закинфе встал перед турецкой эскадрой располагая только 4 кораблями. 
Он продолжал блокировать своими 4 кораблями путь турецкой эскадры даже когда подошла эскадра самого Ибрагима, доведя число османских кораблей до 49 при 1270 орудий.
После манёвров и предупредительного огня англичан у мыса Папас, в силу непогоды флот Ибрагима вернулся Наварин, а Кодрингтон 8 октября вновь встал в Закинфе. 
На следующий день, западнее Закинфа появилась русская эскадра. 
Недоверие намерениям Ибрагима при необходимости выполнения миротворческой задачи диктовало адмиралам не отдаляться от Наварина, но состояние моря делало невозможным длительное пребывание трёх эскадр в открытом море. 
Идею мирного захода союзных эскадр в Наваринскую бухту и постановки союзных кораблей рядом с турецко-египетским флотом первым озвучил “друг египтян”, французский адмирал А. де Риньи. 
Но при заходе кораблей в Наваринскую бухту 8 (20) октября 1827 года, после первоначально незначительного эпизода, состоялось несанкционированное Наваринское сражение, в котором союзные эскадры потопили около 60 османских кораблей. Английская дипломатия была застигнута врасплох событием. Английский король высказался по поводу адмирала Κодрингтона «я посылаю ему ленту, хотя он достоин верёвки». Британский посол в Константинополе Стратфорд-Каннинг высказал султану своё сожаление «о этом печальном событии»:Γ-422.
Сражающаяся Греция также была застигнута врасплох этим событием, но её радость и облегчение были велики:Γ-421. 
Наварин не означал окончание войны. Война продолжилась ещё два года, но в других, в особенности на море, условиях.